# Almaraz
Almaraz község Spanyolországban, Cáceres tartományban. Almaraz Belvís de Monroy, Higuera, Romangordo és Valdecañas de Tajo községekkel határos. Lakosainak száma 1615 fő (2024).

## Nevezetességek
Almaraz egyike annak a négy községnek, amelyek területén osztozik a madárvilágáról is nevezetes Arrocampo-víztározó.

## Népesség
A település népessége az elmúlt években az alábbi módon változott:
| Lakosok száma | 1478 | 1354 | 1229 | 1321 | 1521 | 1663 | 1685 | 1744 | 1700 | 1615 |
|               | 2001 | 2004 | 2006 | 2009 | 2011 | 2014 | 2016 | 2019 | 2021 | 2024 |